# Хитрівка (Запорізький район)
Хи́трівка (рус. Хи́тровка) — село на лівому березі річки Конка в запорізькому району запорізької області, комишуваська громада (зараз увійшло до складу селища Комишуваха)